# Джерард Гопкінс
Джерард Менлі Гопкінс (англ. Gerard Manley Hopkins, 28 липня 1844, Стратфорд, Ессекс — 8 червня 1889, Дублін) — англійський поет і католицький священик.
Навчався у Хайгейтській школі (передмістя Лондона) та Оксфордському університеті, де потоваришував із поетом Робертом Бріджесом. Зблизився з англіканським Оксфордським рухом, згодом, як і багато інших діячів руху, у 1866 році перейшов у католицизм. У 1868 році вступив до Ордену єзуїтів. Знищив написане раніше і відмовився від написання віршів, до якого повернувся лише у 1875 році (поема «Крах „Німеччини“»). У 1884 році став викладачем грецької літератури в Університетському коледжі Дубліна. Помер від епідемічного висипного тифу.
За життя Гопкінса, який не дбав про друковану долю своїх творів, було опубліковано лише кілька його віршів. У 1918 році його спадщину опублікував Р. Бріджес, на той час — прославлений поет-лауреат. Після цього Гопкінс був визнаний одним із найбільших поетів англійської мови. Новаторський за ритмікою «вірш, що скаче», яким написана більшість духовних сонетів Гопкінса, склався під впливом стародавньої саксонської поезії, валлійського вірша, дитячих пісеньок і лічилок. На вірші Джерарда Менлі Гопкінса писали музику Е. Кшенек, Самюел Барбер, Мілтон Беббітт, Бенджамін Бріттен, Майкл Тіппетт, Нед Рорем, Джонатан Гарві, Шон О'Лірі, Леонід Десятников.